# Legionella wadsworthii
Espèce
Legionella wadsworthii est une espèce de bactéries gram-négatives de la famille des Legionellaceae.

## Taxonomie
Le nom correct complet (avec auteur) de ce taxon est Legionella wadsworthii Edelstein et al. 1983.

### Étymologie
L'étymologie de cette espèce Legionella wadsworthii est la suivante : wad.sworth’i.i. N.L. gen. masc. n. wadsworthii, de Wadsworth, nommée d'après V.A. Wadsworth Medical Center d'après James Wadsworth, et la localisation où la patient a été hospitalisé et où la bactérie a été isolée.